# Somerville (Alabama)
Pour les articles homonymes, voir Somerville.
Somerville est une municipalité américaine située dans le comté de Morgan en Alabama.
Selon le recensement de 2010, sa population est de 724 habitants. La municipalité s'étend sur 2,75 milles carrés (7,12 km2).
Somerville devient une municipalité en 1819. Elle est le siège du comté de Morgan jusqu'en 1891, lorsque celui-ci est transféré à Decatur. La ville est nommée en l'honneur du militaire Robert M. Summerville, tué lors de la bataille de Horseshoe Bend en 1814,.

## Démographie
| 1850 | 1880 | 1890 | 1960 | 1970 | 1980 |
| ---- | ---- | ---- | ---- | ---- | ---- |
| 217  | 115  | 209  | 166  | 185  | 140  |

| 1990 | 2000 | 2010 | - | - | - |
| ---- | ---- | ---- | - | - | - |
| 211  | 347  | 724  | - | - | - |